# Edu del Prado
 (avril 2014).
Si vous disposez d'ouvrages ou d'articles de référence ou si vous connaissez des sites web de qualité traitant du thème abordé ici, merci de compléter l'article en donnant les références utiles à sa vérifiabilité et en les liant à la section « Notes et références ».
Pour les articles homonymes, voir Del Prado.
Edu del Prado est un chanteur, musicien, acteur et danseur espagnol, né le 17 août 1977 à Valence en Espagne et mort le 23 juin 2018,,, dans la même ville. Il est surtout connu pour avoir joué dans la série espagnole Un, dos, tres et pour ses participations en France comme professeur dans Star Academy et comme candidat dans The Voice.

## Biographie

### Famille
Edu del Prado, de son nom complet Eduardo Engonga del Prado, naît le 17 août 1977 à Valence en Espagne. Son père, Ramón Engonga est d'origine équatoguinéenne et sa mère, Soledad del Prado est espagnole (originaire d'Andalousie). Il a quatre frères et sœurs qui se prénomment Marcos, Marcelo, Jennie et Marcia.  

### Carrière
Edu del Prado commence à chanter à l'âge de 13 ans dans des bars en Suisse et dans des petites salles. Installé dans le pays, il y apprend le français.
Il fait partie de groupes musicaux tels que Younger Soul, Ander Soul, Dibidibop puis commence à réaliser ses propres maquettes à 17 ans. Ses inspirations sont le RnB et le funk.
En 1997, à 20 ans, il sort un premier album, intitulé Edu, qui se vend à 25 000 exemplaires et se classe pendant six semaines au top 10 des diffusions radios en Espagne. Il donne alors des concerts dans son pays natal.
Il s'investit par la suite dans des comédies musicales, jouant dans les versions espagnoles de Grease en 1998 (interprétant deux chansons)  Notre-Dame de Paris, La magie de Broadway (avec notamment Marta Sánchez), et participant à Jeckyll and Hyde, Peter Pan, Cats ou Sister Act.
En 1999, parti en Angleterre, il sort son deuxième album Mil y una enregistré à Londres.
En 2004-2005, il incarne le personnage de César Martín dans la sixième  (et dernière) saison de la série espagnole Un, dos, tres qui relate le quotidien d'élèves dans une école des arts et de la scène. La série est diffusée en France tout d'abord sur M6 et il se fait connaître ainsi du public français. Grâce à son rôle, il rejoint, avec Elisabeth  Jordan, le groupe UPA Dance reconstitué en 2005 autour de Miguel Ángel Muñoz. Le trio sort, en mars 2005, l'album Contigo qui sera certifié disque d'or en deux semaines, et donne quelques concerts avant le départ d'Elisabeth Jordán.
En 2006, il s'installe à Paris. Il sort son premier single en France intitulé Siento en calor. En décembre de la même année il donne des concerts à Paris avec pour invité le chanteur Emmanuel Moire. 
Il est, d'octobre 2007 à février 2008, professeur de chant des candidats de la septième saison de Star Academy, émission diffusée sur TF1. Il y acquiert alors une plus grande notoriété en France. Le 2 juin 2008 sort son album simplement nommé Edu Del Prado (classé 106e en France et pour lequel il a travaillé avec Quentin Bachelet[Qui ?]). Le premier single est 1-2-3-4 (Don't You Think)  qui contient un sample de la chanson Da Ya Think I'm Sexy? de Rod Stewart. Le clip a été tourné à Cuba avec une chorégraphie de Kamel Ouali. S'ensuit le titre J'ai le Feeling.
En janvier 2010, il présente son single So In Love (écrit en espagnol et en anglais) pour représenter l'Espagne au Concours Eurovision de la chanson 2010 et fait donc partie des candidats de la sélection nationale. Cependant, il retire sa candidature huit heures après l'ouverture du processus de vote sur internet lancé par la RTVE (chaîne de télévision espagnole). 
De septembre à décembre 2010, il participe comme « élève » à l'émission La Academia Bicentenario au Mexique. Il fait partie des finalistes du télé-crochet. Il sort ensuite un album dans le pays (Edu del Prado, Mexico Special Edition). En 2013, il joue dans quatre épisodes de la telenovela mexicaine Secretos de familia dont il interprète le thème du  générique En donde esta la vida avec Carolina Soto. 
Il revient en France et est candidat, au début de 2014, dans la troisième saison de The Voice, la plus belle voix en France sur TF1. Lors de l'épisode 5 des « auditions à l'aveugle », il interprète la chanson Listen de Beyoncé et rejoint l'équipe du chanteur Florent Pagny. Il est éliminé lors de la première session des « battles » au 7e épisode durant laquelle il a chanté Soulman de Ben l'Oncle Soul face à Wesley.

### Décès
Le 23 juin 2018, Edu del Prado meurt à Valence en Espagne, à l'âge de 40 ans, des suites d'une pneumonie. Sa famille confirme plus tard qu'il est mort dans un hôpital de sa ville natale après sept semaines en soins intensifs. 

## Discographie

### Singles
- 1997 : Solamente Una Vez
- 1997 : Totalmente Equipada
- 1997 : Patrociname
- 1999 : Mil y una
- 1999 : Contigo
- 1999 : No Puedo Cambiar
- 2005 : Contigo (My baby) (avec Upa Dance)
- 2005 : Te Extraño (avec Upa Dance)
- 2005 : Luz, Camara, Accion (avec Upa Dance)
- 2006 : Siento El Calor
- 2008 : 1, 2, 3, 4 (Don't You Think)
- 2008 : J'ai Le Feeling
- 2010 : So in Love
- 2012 : Maybe
- 2013 : En donde esta la vida (avec Carolina Soto)

## Filmographie
- 2004 : Ritmo & Furia (court-métrage) : narrateur
- 2005 : Un, dos, tres (Un paso adelante) : César Martín (saison 6)
- 2005 : Íntimos (court-métrage) : Ernesto
- 2005 : La mandragora (série télévisée) : lui-même (1 épisode)
- 2006 : Ultramar (court-métrage) : Jonathan
- 2013 : Secretos de familia : Mauro Bonilla (4 épisodes + interprétation du générique)